# Пёнчхон (станция метро)
«Пёнчхон» (кор. 평촌역) — подземная станция Сеульского метро на ветке Квачхон Четвёртой линии; это одна из трёх станций на данной линии на территории Аняна (всего 7). Она представлена двумя боковыми платформами. Станция обслуживается корпорацией железных дорог Кореи (Korail). Расположена в квартале Пурим-дон (адресː 1608-1 Burim-dong) района Донангу в городе Анян (провинция Кёнгидо, Республика Корея). На станции установлены платформенные раздвижные двери.
Пассажиропоток — 13 813 чел/день (на 2013 год).
Станция была открыта 15 января 1993 года.
Это одна из 8 станций ветки Квачхон (Gwacheon Line) Четвёртой линии, которая включает такие станцииː Сонбави, Сеул-Реискос-парк, Сеул-Гранд-парк, Квачхон, Административный комплекс Квачхона, Индоквон, Пёнчхон, Помке. Длина линии — 11,8 км.